# Michel Thoulouze
Pour les articles homonymes, voir Thoulouze.
Michel Thoulouze, né à Pézenas en 1945, est un journaliste et écrivain français, entré en journalisme en 1968.

## Biographie
Fils d'un colonel de l'armée de l'air, il passe une partie de son enfance à Lahr en Allemagne où il est voisin de Xavier et Hubert Saint-Macary, tous deux devenus acteurs. Proche de Jean-Marie Cavada, il a créé entre autres les émissions 7 sur 7 sur TF1, Dimanche Magazine et Résistances sur Antenne 2. 
Ami très proche de Pierre Lescure dont il était l'adjoint à Antenne 2, il le suit à Canal+ où il devient l'un de ses dirigeants. Il produit Les Nuls puis devient directeur de MutiThématiques, filiale de Canal+ où il crée, à partir de 1988, les chaînes Planète, Canal Jimmy, Monté-Carlo TMC, Cinécinémas, Cinécinéfil et Seasons.
Toujours à Canal+, il devient directeur général chargé du développement international, puis en 1997, prend la direction de Telepiù, la filiale de Canal+ en Italie. En raison de faibles résultats économiques, il démissionne sous la pression de Jean-Marie Messier en décembre 2000.
Il part avec de fortes indemnités de 50 à 55 millions de francs, avec lesquels il se reconvertit dans la viticulture à Venise dans le domaine Orto di Venezia.

## Vie privée
Il a vécu avec Martine Laroche-Joubert, grande reporter et ont un fils. Quelques années plus tard il se marie avec Patricia Ricard qui est la petite-fille de Paul Ricard et a une fille Mathilde.